# Götz von Berlichingen (Goldmark)
Götz von Berlichingen és una òpera en cinc actes composta per Károly Goldmark sobre un llibret alemany d'Alfred Maria Willner, basat en l'obra de Johann Wolfgang von Goethe sobre la figura de Götz von Berlichingen. S'estrenà a l'Òpera Nacional hongaresa de Budapest el 16 de desembre de 1902.
Va ser interpretada en els principals teatres d'Europa durant l'hivern de 1902. S'estrenà posteriorment a Frankfurt (1903), Linz (1904), Brno (1905), i una versió revisada a Viena (1910).